# Mohammed ech-Cheikh es-Seghir
Pour les articles homonymes, voir Seghir.
Mohammed ech-Cheikh es-Seghir (en arabe : محمد الشيخ الصغير), mort le 30 janvier 1655, est un sultan du Maroc de la dynastie saadienne qui a régné de 1636 à 1655. C'est le fils du sultan Zaidan el-Nasir.